# Коновалове (Новоархангельський район)
Коновалове — колишнє село в Україні, підпорядковувалося Надлацькій сільській раді Новоархангельський Кіровоградської області.
Виключене з облікових даних рішенням Кіровоградської обласної ради від 31 травня 2007 року.

## Населення
Згідно з переписом УРСР 1989 року чисельність наявного населення села становила 6 осіб, з яких 1 чоловік та 5 жінок.
За переписом населення України 2001 року в селі мешкали 4 особи. 100 % населення вказало своєю рідною мовою українську мову.